# 724
724 (DCCXXIV) fue un año bisiesto comenzado en sábado del calendario juliano, en vigor en aquella fecha.

## Acontecimientos
- 3 de marzo: la emperatriz Genshō de Japón abdica el trono en favor de su sobrino, el emperador Shōmu.
- Los musulmanes se aproximan a Francia y cruzan los Pirineos. También avanzaron hasta las islas Baleares, Cerdeña y Córcega.[1]
- Hisham ibn Abd al-Malik se convierte en califa omeya tras la muerte de Yazid II.
- K'ak' Tiliw Chan Yopaat se convierte en señor de la ciudad-estado maya de Quiriguá (Guatemala).
- Pirminius es nombrado abad de Mittelzell, en la isla de Reichenau.
- Hugo de Rouen, nieto de Pipino de Heristal, es nombrado obispo de Bayeux.

## Fallecimientos
- Yazid II, califa omeya.
- Félix, arzobispo de Rávena.